# Caminho da Fé

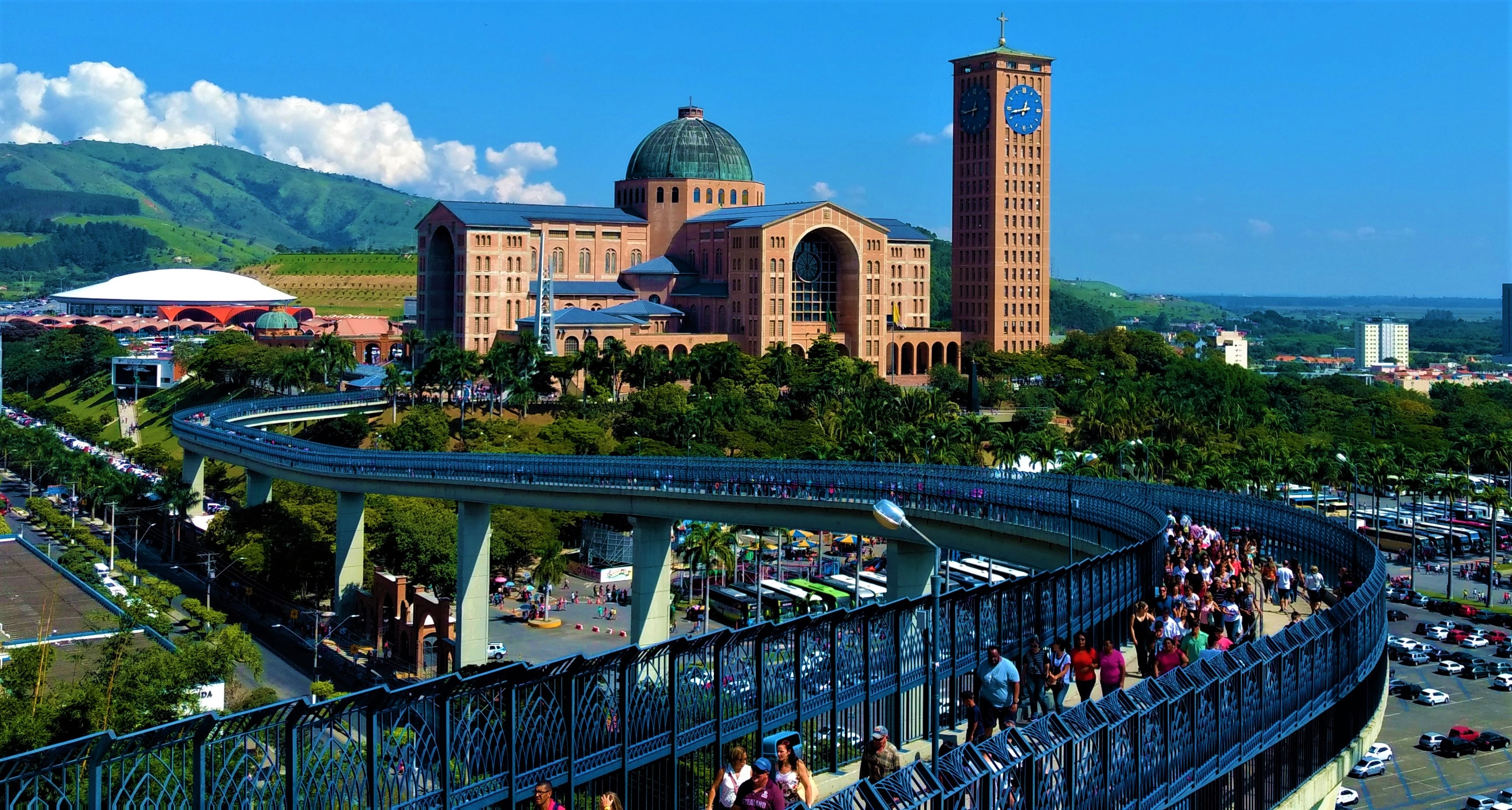
Basílica de Nossa Senhora Aparecida e a Passarela da Fé, que atraem milhares de devotos anualmente

O Caminho da Fé é um dos mais tradicionais trajetos de peregrinação do Brasil. Foi criado por peregrinos, que, por devoção à Nossa Senhora da Conceição Aparecida, passaram a ir anualmente prestar reverências no segundo maior templo católico do mundo: a Catedral Basílica de Nossa Senhora Aparecida, em Aparecida, no Vale do Paraíba do estado de São Paulo. Em 2018, mais de 12,6 milhões de visitantes visitaram o local.

Atualmente há diversos caminhos até Aparecida, com saídas partindo dos municípios de Cravinhos, São Simão, Santa Rosa de Viterbo, São Carlos, Descalvado, Tambaú, Águas da Prata, Franca, Borborema, Guaxupé. O trajeto mais longo tem 742 km saindo de Borborema e o mais curto, partindo de Paraisópolis, tem 134 km.

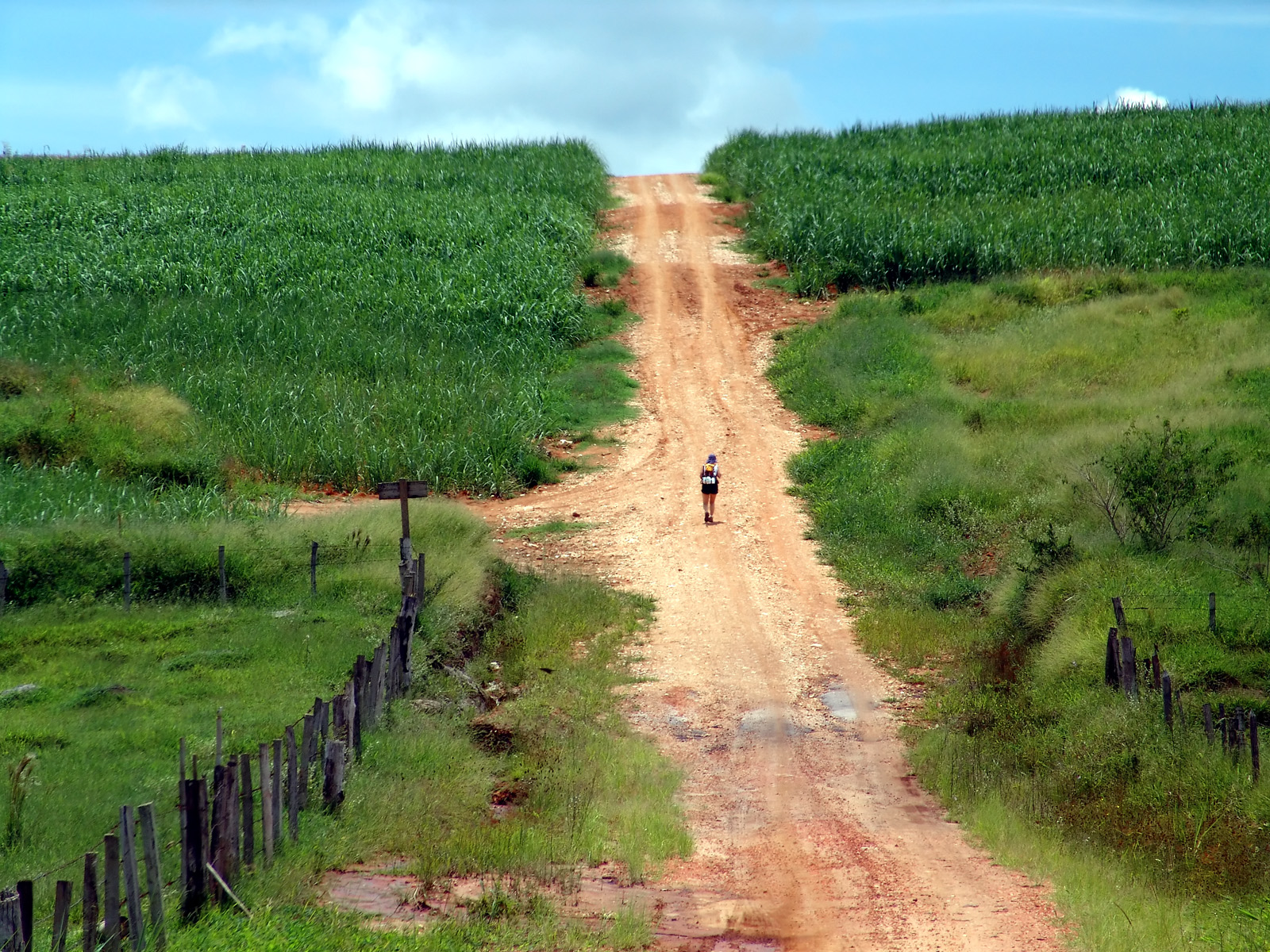
Trecho do Caminho da Fé entre o município de Vargem Grande do Sul e o distrito de São Roque da Fartura.

O Caminho da Fé é uma rota sinalizada por setas amarelas e composto por trechos de estradas de terra, asfalto, trilhas dentro de fazendas e trilhos de trem compondo um percurso de cerca de mais de 700 km, incluindo municípios do estado de São Paulo e também de Minas Gerais.